# Nadhir Benbouali
Ahmed Nadhir Benbouali (en arabe : احمد نذيربن بوعلي), né le 17 avril 2000 à Chlef en Algérie, est un footballeur algérien qui joue au poste d'avant centre au Győri ETO FC, en Hongrie.

## Biographie

### Carrière de joueur

#### Paradou Athletic Club
Le 27 novembre 2020, Nadhir Benbouali fait ses débuts professionnels en faveur du Paradou AC, en disputant toute la rencontre contre le RC Relizane et inscrit par la même occasion son premier but en professionnel.
Benbouali termine la saison 2021-2022 avec quatorze buts et se place deuxième au classement des buteurs de la saison.

#### Charleroi SC
Le 22 juillet 2022, Nadhir Benbouali signe un contrat jusqu'en 2025 au Sporting de Charleroi, club de première division belge. Il y retrouve également un ancien joueur du Paradou AC, Adem Zorgane.
Le temps d'adaptation à l'Europe est difficile : durant la première partie de la saison 2022-2023, Ahmed Nadhir Benbouali joue quinze match de championnat dont huit en tant que titulaire et ne marque que deux buts. Le 9 janvier 2023, la saison est terminée pour le joueur a la suite d'un mauvais contact avec un défenseur adverse entraînant une rupture des ligaments croisés.
Nadhir fait son retour sur le terrain le 25 novembre 2023, neuf mois après sa blessure. Malgré cela, il n'arrive pas à s'imposer à la pointe de l'attaque. Depuis son retour, il n'a joué que neuf matches de championnat dont trois en tant que titulaire et n'a marqué aucun but.
Durant la préparation estivale pour la saison 2024-2025, il se blesse à nouveau. Un départ se fait de plus en plus sentir pour le joueur, l'attaquant n'étant que le 4e choix du coach sur les cinq attaquants pour une seule place.

#### Győri ETO FC
Le 3 septembre 2024, il est prêté avec option d'achat au club de Győri ETO FC, en Hongrie.
Durant son prêt, Nadhir Benbouali retrouve son niveau et réalise une bonne saison en marquant sept buts en vingt-quatre matches de championnat ainsi qu'un but en coupe de Hongrie[réf. nécessaire].
Le 17 juillet 2025, Nadhir Benbouali quitte définitivement le Sporting de Charleroi pour être transféré à titre définitif au club hongrois[réf. nécessaire].

### Équipe nationale
Il est appelé en équipe A' pour la première fois par Madjid Bougherra pour la double confrontation contre l'équipe du Togo. Le 9 juin 2022 il inscrit son premier but en équipe A' contre la République démocratique du Congo.

## Statistiques

### En club
| Saison                | Club                  | Championnat           | Championnat | Championnat | Championnat | Coupe nationale | Coupe nationale | Coupe nationale | Coupe de la Ligue | Coupe de la Ligue | Coupe de la Ligue | Compétition(s) continentale(s) | Compétition(s) continentale(s) | Compétition(s) continentale(s) | Compétition(s) continentale(s) | Total | Total | Total |
| Saison                | Club                  | Division              | M.          | B.          | P.d.        | M.              | B.              | P.d.            | M.                | B.                | P.d.              | Comp.                          | M.                             | B.                             | P.d.                           | M.    | B.    | P.d.  |
| 2020-2021             | Paradou AC            | Ligue 1               | 34          | 9           | 2           | -               | -               | -               | 1                 | 0                 | 0                 | -                              | -                              | -                              | -                              | 35    | 9     | 2     |
| 2021-2022             | Paradou AC            | Ligue 1               | 29          | 14          | 8           | -               | -               | -               | -                 | -                 | -                 | -                              | -                              | -                              | -                              | 29    | 14    | 8     |
| Sous-total            | Sous-total            | Sous-total            | 63          | 23          | 10          | -               | -               | -               | 1                 | 0                 | 0                 | -                              | -                              | -                              | -                              | 64    | 23    | 10    |
| 2022-2023             | Charleroi SC          | Division 1A           | 15          | 2           | 0           | 1               | 0               | 0               | -                 | -                 | -                 | -                              | -                              | -                              | -                              | 16    | 2     | 0     |
| 2023-2024             | Charleroi SC          | Division 1A           | 8           | 0           | 0           | 1               | 0               | 1               | -                 | -                 | -                 | -                              | -                              | -                              | -                              | 9     | 0     | 1     |
| Sous-total            | Sous-total            | Sous-total            | 23          | 2           | 0           | 2               | 0               | 1               | -                 | -                 | -                 | -                              | -                              | -                              | -                              | 25    | 2     | 1     |
| 2024-2025             | Győri ETO FC (prêt)   | NB I                  | 24          | 7           | 2           | 2               | 1               | 0               | -                 | -                 | -                 | -                              | -                              | -                              | -                              | 26    | 8     | 2     |
| 2025-2026             | Győri ETO FC          | NB I                  | 4           | 2           | 0           | -               | -               | -               | -                 | -                 | -                 | C4                             | 4                              | 2                              | 0                              | 8     | 4     | 0     |
| Sous-total            | Sous-total            | Sous-total            | 28          | 9           | 2           | 2               | 1               | 0               | -                 | -                 | -                 | -                              | 4                              | 2                              | 0                              | 34    | 12    | 2     |
| Total sur la carrière | Total sur la carrière | Total sur la carrière | 114         | 34          | 12          | 4               | 1               | 1               | 1                 | 0                 | 0                 | -                              | 4                              | 2                              | 0                              | 123   | 37    | 13    |

## Palmarès

### Distinctions personnelles
- Deuxième meilleur buteur de Ligue 1 2021-2022 avec le Paradou AC[5]